# Gélannes
Gélannes és un municipi francès situat al departament de l'Aube i a la regió del Gran Est. L'any 2007 tenia 726 habitants.

## Demografia

### Població
El 2007 la població de fet de Gélannes era de 726 persones. Hi havia 292 famílies de les quals 72 eren unipersonals (24 homes vivint sols i 48 dones vivint soles), 96 parelles sense fills, 108 parelles amb fills i 16 famílies monoparentals amb fills.
La població ha evolucionat segons el següent gràfic:
Habitants censats

### Habitatges
El 2007 hi havia 314 habitatges, 293 eren l'habitatge principal de la família, 13 eren segones residències i 8 estaven desocupats. 313 eren cases i 1 era un apartament. Dels 293 habitatges principals, 241 estaven ocupats pels seus propietaris, 46 estaven llogats i ocupats pels llogaters i 6 estaven cedits a títol gratuït; 6 tenien dues cambres, 53 en tenien tres, 106 en tenien quatre i 128 en tenien cinc o més. 236 habitatges disposaven pel capbaix d'una plaça de pàrquing. A 118 habitatges hi havia un automòbil i a 148 n'hi havia dos o més.

### Piràmide de població
La piràmide de població per edats i sexe el 2009 era:
| Homes | Edats   | Dones |
| ----- | ------- | ----- |
| 0     | 95 o +  | 0     |
| 0     | 90 a 94 | 0     |
| 0     | 85 a 89 | 0     |
| 0     | 80 a 84 | 0     |
| 12    | 75 a 79 | 20    |
| 8     | 70 a 74 | 8     |
| 16    | 65 a 69 | 8     |
| 20    | 60 a 64 | 24    |
| 12    | 55 a 59 | 24    |
| 20    | 50 a 54 | 20    |
| 44    | 45 a 49 | 52    |
| 28    | 40 a 44 | 28    |
| 36    | 35 a 39 | 20    |
| 24    | 30 a 34 | 28    |
| 12    | 25 a 29 | 16    |
| 16    | 20 a 24 | 24    |
| 36    | 15 a 19 | 41    |
| 20    | 10 a 14 | 20    |
| 16    | 5 a 9   | 20    |
| 8     | 0 a 4   | 20    |

## Economia
El 2007 la població en edat de treballar era de 474 persones, 345 eren actives i 129 eren inactives. De les 345 persones actives 309 estaven ocupades (167 homes i 142 dones) i 36 estaven aturades (17 homes i 19 dones). De les 129 persones inactives 59 estaven jubilades, 29 estaven estudiant i 41 estaven classificades com a «altres inactius».

### Ingressos
El 2009 a Gélannes hi havia 293 unitats fiscals que integraven 709 persones, la mediana anual d'ingressos fiscals per persona era de 17.104 €.

### Activitats econòmiques
Dels 8 establiments que hi havia el 2007, 3 eren d'empreses de construcció, 3 d'empreses de comerç i reparació d'automòbils, 1 d'una empresa d'informació i comunicació i 1 d'una empresa de serveis.
Dels 4 establiments de servei als particulars que hi havia el 2009, 1 era un taller de reparació d'automòbils i de material agrícola, 1 paleta, 1 guixaire pintor i 1 fusteria.
L'any 2000 a Gélannes hi havia 9 explotacions agrícoles que ocupaven un total de 1.038 hectàrees.

## Equipaments sanitaris i escolars
El 2009 hi havia una escola elemental.

## Poblacions més properes
El següent diagrama mostra les poblacions més properes.